# Final da Liga dos Campeões da UEFA de 1994–95
A Final da Liga dos Campeões da UEFA de 1994–95 foi a 40ª edição e teve lugar em Viena, entre o Ajax e Milan. Foi a terceira final consecutiva do Milan na Liga dos Campeões da UEFA, um feito que desde então só foi igualado na era da Liga dos Campeões pela Juventus entre 1996 e 1998 e pelo Real Madrid entre 2016 e 2018. O Milan também queria empatar o recorde do Real Madrid de ter vencido a Taça dos Campeões Europeus / Liga dos Campeões seis vezes. Após 85 minutos, o impasse foi quebrado quando Patrick Kluivert, com 18 anos e 327 dias, se tornou no jogador mais jovem a marcar numa Final da Liga dos Campeões.

## Equipas
Na tabela seguinta, as finais até 1992 foram na era da Taça dos Clubes Campeões Europeus, e desde 1993 foram na era da Liga dos Campeões da UEFA.
| Equipa | Aparições em finais anteriores (negrito indica vencedores) |
| ------ | ---------------------------------------------------------- |
| Ajax   | 4 (1969, 1971, 1972, 1973)                                 |
| Milan  | 7 (1958, 1963, 1969, 1989, 1990, 1993, 1994)               |

## Caminho para a final
| Pos. | Equipa          | Pts | J | V | E | D | GP | GC | SG |
| ---- | --------------- | --- | - | - | - | - | -- | -- | -- |
| 1    | Ajax            | 10  | 6 | 4 | 2 | 0 | 9  | 2  | +7 |
| 2    | Milan           | 7   | 6 | 3 | 1 | 2 | 6  | 5  | +1 |
| 3    | Casino Salzburg | 5   | 6 | 1 | 3 | 2 | 4  | 6  | −2 |
| 4    | AEK Atenas      | 2   | 6 | 0 | 2 | 4 | 3  | 9  | −6 |

| Pos. | Equipa          | Pts | J | V | E | D | GP | GC | SG |
| ---- | --------------- | --- | - | - | - | - | -- | -- | -- |
| 1    | Ajax            | 10  | 6 | 4 | 2 | 0 | 9  | 2  | +7 |
| 2    | Milan           | 7   | 6 | 3 | 1 | 2 | 6  | 5  | +1 |
| 3    | Casino Salzburg | 5   | 6 | 1 | 3 | 2 | 4  | 6  | −2 |
| 4    | AEK Atenas      | 2   | 6 | 0 | 2 | 4 | 3  | 9  | −6 |

## Jogo

### Detalhes
| 24 de Maio de 1995 | Ajax         | 1 – 0 | Milan | Ernst-Happel-Stadion, Viena                  |
| 20:30              | Kluivert 85' |       |       | Público: 49 730 Árbitro: ROU Ion Craciunescu |

| Ajax | Milan |

| GK             | 1  | Edwin van der Sar |     |     |
| RB             | 2  | Michael Reiziger  |     |     |
| CB             | 3  | Danny Blind (c)   | 44' |     |
| DM             | 4  | Frank Rijkaard    |     |     |
| LB             | 5  | Frank de Boer     |     |     |
| RM             | 6  | Clarence Seedorf  |     | 53' |
| RF             | 7  | Finidi George     |     |     |
| LM             | 8  | Edgar Davids      |     |     |
| CF             | 9  | Ronald de Boer    |     |     |
| AM             | 10 | Jari Litmanen     |     | 70' |
| LF             | 11 | Marc Overmars     | 33' |     |
| Substituições: |    |                   |     |     |
| GK             | 12 | Fred Grim         |     |     |
| DF             | 13 | Winston Bogarde   |     |     |
| FW             | 14 | Nwankwo Kanu      |     | 53' |
| FW             | 15 | Patrick Kluivert  |     | 70' |
| FW             | 16 | Peter van Vossen  |     |     |
| Treinador:     |    |                   |     |     |
| Louis van Gaal |    |                   |     |     |

| GK             | 1  | Sebastiano Rossi      |  |     |
| RB             | 2  | Christian Panucci     |  |     |
| LB             | 3  | Paolo Maldini         |  |     |
| CM             | 4  | Demetrio Albertini    |  |     |
| CB             | 5  | Alessandro Costacurta |  |     |
| CB             | 6  | Franco Baresi (c)     |  |     |
| RM             | 7  | Roberto Donadoni      |  |     |
| CM             | 8  | Marcel Desailly       |  |     |
| CF             | 9  | Daniele Massaro       |  | 88' |
| LM             | 10 | Zvonimir Boban        |  | 84' |
| CF             | 11 | Marco Simone          |  |     |
| Substituições: |    |                       |  |     |
| GK             | 12 | Mario Ielpo           |  |     |
| DF             | 13 | Filippo Galli         |  |     |
| MF             | 14 | Stefano Eranio        |  | 88' |
| MF             | 15 | Gianluigi Lentini     |  | 84' |
| MF             | 16 | Giovanni Stroppa      |  |     |
| Treinador:     |    |                       |  |     |
| Fabio Capello  |    |                       |  |     |

| Árbitros assistentes: Nicolae Grigorescu (Romênia) Tudor Constantinescu (Romênia) Quarto árbitro: Adrian Porumboiu (Romênia) |